# Peter Seiichi Shirayanagi
Peter Seiichi Shirayanagi (ペトロ 白柳 誠一), né le 17 juin 1928 à Hachiōji et décédé le 30 décembre 2009 à Tokyo, est un cardinal japonais, archevêque de Tokyo de 1970 à 2000.

## Biographie

### Prêtre
Après avoir été ordonné prêtre le 21 décembre 1954 pour le diocèse de Tokyo, Peter Seiichi Shirayanagi se rend à Rome où il obtient un doctorat en droit canon à l'Université pontificale urbanienne.

### Évêque
Nommé évêque auxiliaire de Tokyo le 15 mars 1966, il est consacré le 8 mai suivant alors qu'il n'est âgé que de 37 ans. Le 15 novembre 1969, il est nommé archevêque coadjuteur de ce même diocèse et en devient l'archevêque titulaire le 21 février 1970.
Il assume cette charge pendant trente ans, avant de se retirer le 17 février 2000.
À l'appel du pape Paul VI, il a fondé en 1970 la première commission épiscopale Justice et paix.
Il a présidé la Conférence des évêques catholiques du Japon (ja) de 1983 à 1992.

### Cardinal
Il est créé cardinal par le pape Jean-Paul II lors du consistoire du 26 novembre 1994 avec le titre de cardinal-prêtre de Santa Emerenziana a Tor Fiorenza.